# Объект глубокого космоса

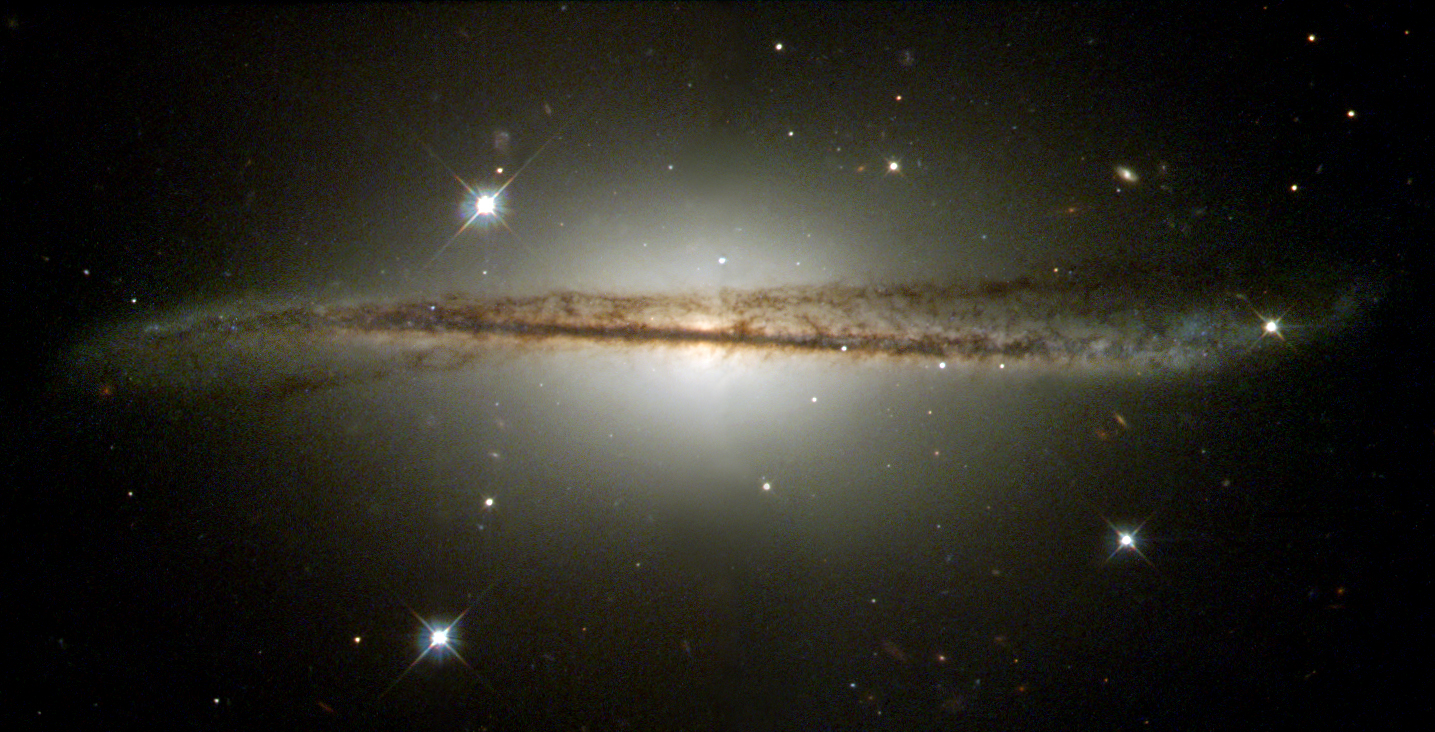
Объект глубокого космоса: пекулярная спиральная галактика ESO 510-G13 в созвездии Гидры. Видно, что форма её пылевого диска сильно искажена. Эта галактика находится от нас на расстоянии 170 млн. св. лет, а её диаметр — около 100 тыс. св. лет.

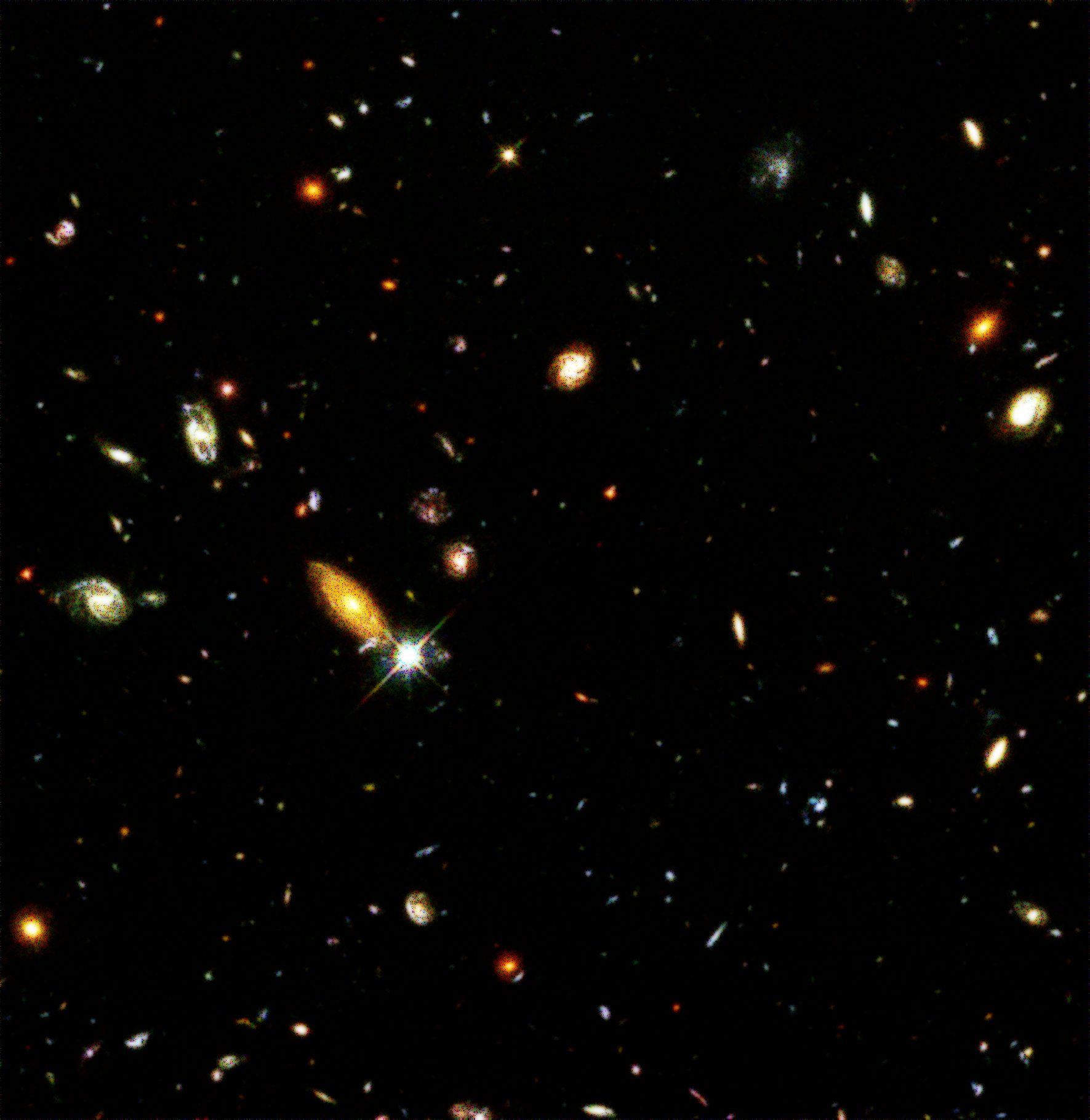
Самые далёкие галактики. Фотография получена орбитальным телескопом «Хаббл» в ходе миссии Hubble Deep Field — снимок такой точности получить с Земли невозможно.

Объект глубокого космоса (дипскай, deepsky) — термин, используемый астрономами-любителями[уточнить] для обозначения, главным образом, слабых астрономических объектов в космосе за пределами Солнечной системы, таких как звёздные скопления, туманности и галактики. Эти объекты находятся на расстоянии от сотен до миллиардов световых лет от Земли.
Практически все скопления и туманности, наблюдаемые любителями астрономии, находятся в нашей Галактике, и есть лишь несколько галактик, доступных для наблюдения невооружённым глазом. В порядке увеличения расстояния это: Млечный Путь, Большое Магелланово Облако (~ 163 000 св. лет), Малое Магелланово Облако (~ 200 000 св. лет), Туманность Андромеды (~ 2,5 млн. св. лет), Галактика Треугольника (~2,7 млн св. лет).
Виды объектов глубокого космоса:
- Звёздное скопление
  - Рассеянное звёздное скопление
  - Шаровое звёздное скопление
- Туманность
  - Светлая туманность
    - Эмиссионная туманность
    - Отражательная туманность
    - Остаток сверхновой
    - Планетарная туманность

  - Тёмная туманность
- Галактика
  - Спиральная галактика
  - Эллиптическая галактика
  - Неправильная галактика
  - Пекулярная галактика
- Квазар.

Существует множество каталогов таких объектов. Так, есть каталог Мессье, включающий в себя описание 110 объектов, каталог Колдуэлла из 109 объектов или более полный Новый общий каталог из более чем 8000 объектов, или специализированный Общий каталог галактик Уппсальской обсерватории. Подборки объектов из этих каталогов используются любителями для проверки их наблюдательных способностей и возможностей их астрономической техники. 
Например, каждый год проходит «Марафон Мессье», в котором участники за одну ночь должны увидеть на небе все 110 объектов этого каталога. Более сложным является конкурс «400 Гершеля», он предназначен для более мощных телескопов.